# Willa Jezajasza Kestenberga
Willa Jezajasza Kestenberga – budowla położona przy ulicy Gabriela Narutowicza 59 w Łodzi.

## Historia
Willa została wybudowana w latach 1923-1928 na zamówienie Jezajasza Kestenberga, syna Jakuba Kestenberga. Autorem projektu budynku był Jerzy Münz. 
Mylnie uważa się, że pierwszym właścicielem budynku była Maria Lange. W rzeczywistości, 27 lipca 1922 sprzedała ona małżeństwu Kestenberg nieruchomość, na której następnie wybudowano istniejącą do dzisiaj willę. Możliwe, że wcześniej znajdował się w tym samym miejscu inny dom, którego jednak elementy nie przetrwały do dziś.
Ze względu na problemy finansowe, w 1938 Jezajasz Kestenberg zaczął negocjować z władzami miasta o możliwości wynajęcia willi w celu założenia w niej schroniska turystycznego. Jednak ostatecznie została sprzedana na aukcji 19 czerwca 1939 Izbie rolniczej, która przeniosła do budynku swoją siedzibę z ulicy Piotrkowskiej 92.
W 1958 budynek stał się własnością Wojewódzkiego Związku Kółek i Organizacji Rolniczych, dzisiaj zwanego Regionalnym Związkiem Rolników, Kółek i Organizacji Rolniczych w Łodzi. W jego wnętrzu mieszczą się również inne podmioty gospodarcze, m.in.: Bank Spółdzielczy w Skierniewicach czy Wojewódzki Związek Pszczelarzy.